# Dichaetomyia fumicosta
Dichaetomyia fumicosta este o specie de muște din genul Dichaetomyia, familia Muscidae, descrisă de Malloch în anul 1929.
Este endemică în Samoa. Conform Catalogue of Life specia Dichaetomyia fumicosta nu are subspecii cunoscute.